# معركة الرملة (1101)
معركة الرملة الأولى (أو الرملة)، وقعت في 7 سبتمبر 1101 بين الصليبيين من مملكة بيت المقدس والفاطميين من مصر. تقع بلدة الرملة على الطريق الممتد بين بيت المقدس إلى عسقلان، وأصبحت لاحقاً من أكبر الحصون الفاطمية في فلسطين. من عسقلان، قام الوزير الفاطمي الأفضل شاهنشاه هجماته السنوية على المملكة الصليبية حديثة النشأة من عام 1099 حتى 1107. التقى الجيشان ثلاث مرات في الرملة.
المعركة الأولى كان المصريون تحت قيادة سعد الدولة، بينما كان الصليبيون تحت قيادة الملك بالدوين الأول، الذي كان جيشه يتكون فقط من 260 من الخيالة و900 من المشاة. نظم قواته في ستة فرق في مواجهة القوات المصرية التي يبلغ قواتها 10.000 شخص. الفرقتان الأوليان أُبيدو في الهجوم الأول لكن عندما لاحق المصريون اللفرقة الثالثة، أمر بالدوين بهجوم مضاد. وصد الصليبيون القوات المصرية، التي تراجعت مصدومة. بعد ملاحقة الفاطميين الفارين إلى عسقلان، عاد بالدوين إلى الرملة لنهب المعسكر المصري. أمن هذا النجاح مملكة بيت المقدس ضد تقدم الفاطميين من موسم الحملات.